# نيكولاس تيمرمانس
نيكولاس تيمرمانس (4 نوفمبر 1982 في بلجيكا - ) هو لاعب كرة قدم بلجيكي في مركز الدفاع. لعب مع ليرس ونادي بروكسل ونادي فيسترلو ونادي كورتريك ونادي مونز ونادي يوبين.

## روابط خارجية
- نيكولاس تيمرمانس على موقع قاعدة بيانات كرة القدم.إي يو (الإنجليزية)
- نيكولاس تيمرمانس على موقع Soccerway.com (الإنجليزية)